# Charanyca evidens
Charanyca evidens là một loài bướm đêm trong họ Noctuidae.